# Казанцев, Валентин Николаевич
Валентин Николаевич Казанцев (25 июня [8 июля] 1913, Воткинский завод, Вятская губерния — 1993) — директор Головного производственно-технического предприятия Министерства радиопромышленности СССР (1962—1977).

## Биография
Родился в городе Воткинск Вятской губернии.
Окончил Уральский индустриальный институт (1935).
Послужной список:
- 1935—1945 работал на Воткинском заводе № 235.
- 1945—1946 заместитель главного инженера Кунцевского завода № 304.
- 1946—1950 заместитель директора НИИ-61 Министерства вооружений СССР.
- 1950—1953 слушатель Академии обороной промышленности.
- 1953—1962 работал в Специальном монтажном управлении завода № 304. Принимал участие в создании системы ПВО С-25.

С сентября 1962 года начальник СМУ Мособлсовнархоза. После перевода СМУ в Министерство радиопромышленности СССР и последующего преобразования в Головное производственно-техническое предприятие назначен его директором (до июня 1977 г.).
Руководил монтажно-настроечными работами, стыковкой, модернизацией и вводом в эксплуатацию радиоэлектронных комплексов и систем ПВО, СПРН, ПРО и ПКО. Специалисты ГПТП участвовали в создании загоризонтных и надгоризонтных наземных РЛС дальнего обнаружения «Дуга», «Днепр», «Дарьял», «Дон-2Н».

## Награды
Награждён орденами Ленина, Октябрьской революции, Трудового Красного Знамени, Красной Звезды, «Знак Почёта» и медалями.